# Электромеханические музыкальные инструменты

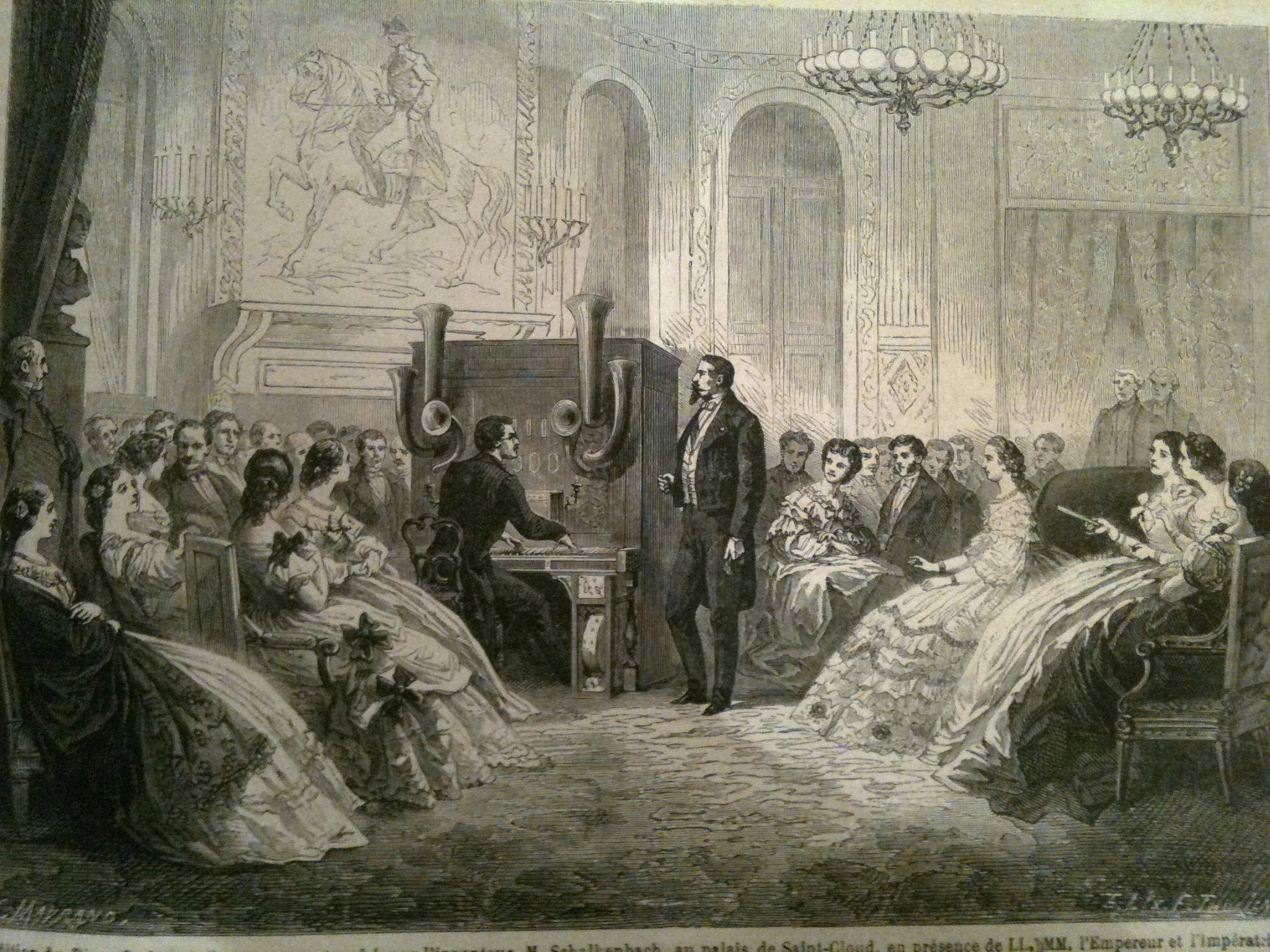
Презентация оркестриона «Pianoorchester» И. О. Шалькенбаха во дворце Сен-Клу, близ Парижа (1862)

Электромехани́ческие музыка́льные инструме́нты — подкласс музыкальных инструментов класса электрофоны. Звук электромеханического инструмента, возбуждаемый естественным звучащим телом (струна, металлическая пластина, столб воздуха и др.), с помощью электрического звукоснимателя, контроллера дыхания (на духовых инструментах) и т. п. преобразуется в электрический сигнал и подаётся на УНЧ. В обычном случае, перед усилением «акустический» звук подвергается дополнительной обработке в электронном блоке эффектов.

## Принцип действия
В электромеханических музыкальных инструментах звук создается за счет преобразования механического движения (например, колебаний струн, камертонов или движения зубчатых колёс) в электрический звуковой сигнал с помощью различных датчиков, например звукоснимателей. Звуковой сигнал подаётся на усилитель и воспроизводится при помощи динамика.
Например, в электрогитаре звук возникает при ударе о струну, однако собственный звук гитары не используется. Колебания струны вызывают появление сигнала в звукоснимателе, после чего сигнал обрабатывается различными звуковыми эффектами (такими, как дисторшн, фузз), что значительно меняет исходный тембр (окраску) звука.

## Примеры электромеханических инструментов
- Орган Хаммонда
- Телармониум
- Электропиано
- Электрогитара
- Электроскрипка